# Westerbergs båtvarv
Westerbergs båtvarv är ett småbåtsvarv i Långviksnäs på ön Möja i Stockholms skärgård med industrilokaler på den intilliggande ön Drängsholmen. Företaget grundades 1949 av Börje Westerberg, befästande traditionen från sin far Carl Westerberg som byggt båtar på samma plats sedan tidigt 1900-tal.
Från enstaka träbåtar med eller utan motor så startades 1963 tillverkning av robusta året-runt-båtar i aluminium genom ett samarbete med båtkonstruktören Jan Skerfe. Tillverkningen av dessa motorbåtar har sedan fortsatt fortlöpande (2019) sedan dess – numera med Börjes två söner som huvudansvariga för verksamheten. Bröderna driver även båtägarsällskapet Westerbergarklubben.